# Esperidina
L'esperidina è un flavanone glicosilato, un tipo di flavonoide che si trova soprattutto all'interno dei frutti degli agrumi. È in particolar modo abbondante nella buccia e nella polpa di tali frutti. Il suo aglicone è chiamato esperetina.
Si pensa che all'interno della pianta l'esperidina abbia funzioni di difesa, fungendo, secondo gli studi in vitro, da antiossidante. Introdotto nella dieta umana, l'esperidina si è dimostrata un valido vasoprotettore aumentando l'efficienza del collagene e del tessuto connettivo.